# رود اوکایالی
رود اوکایالی (به اسپانیایی: Río Ucayali) رودی در کشور پرو است.
این رود که از اتصال دو رود تامبو و اوروباما به وجود می‌آید پس از طی ۱٬۴۶۰ کیلومتر به رود آمازون میریزد.

## نگارخانه

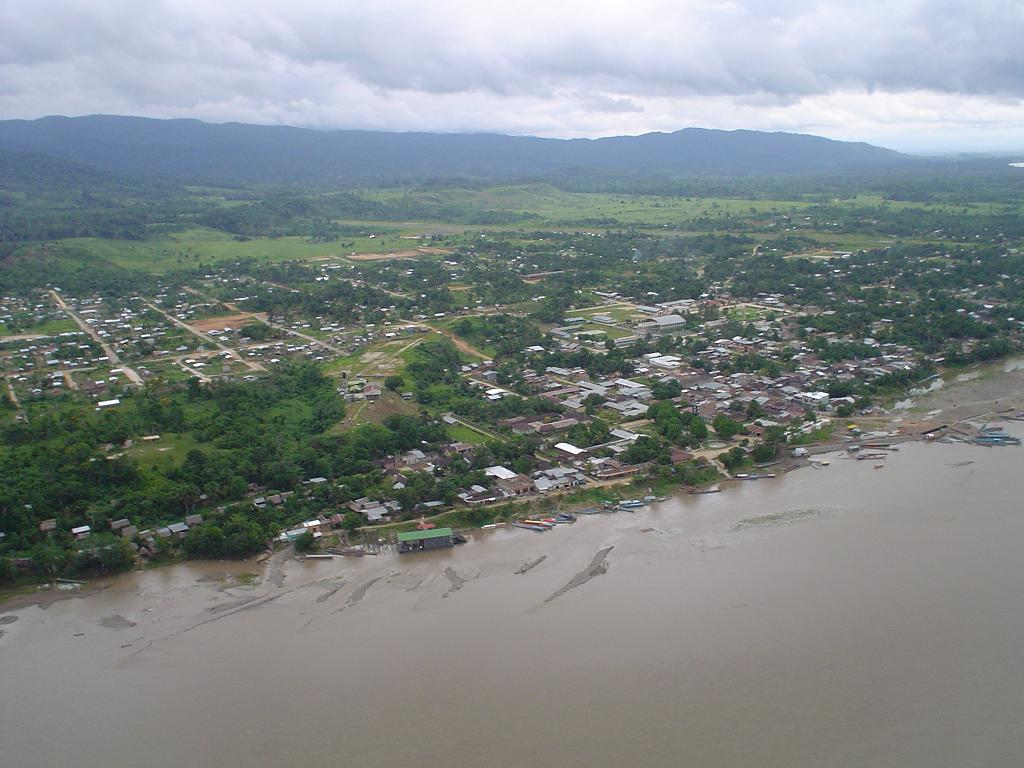
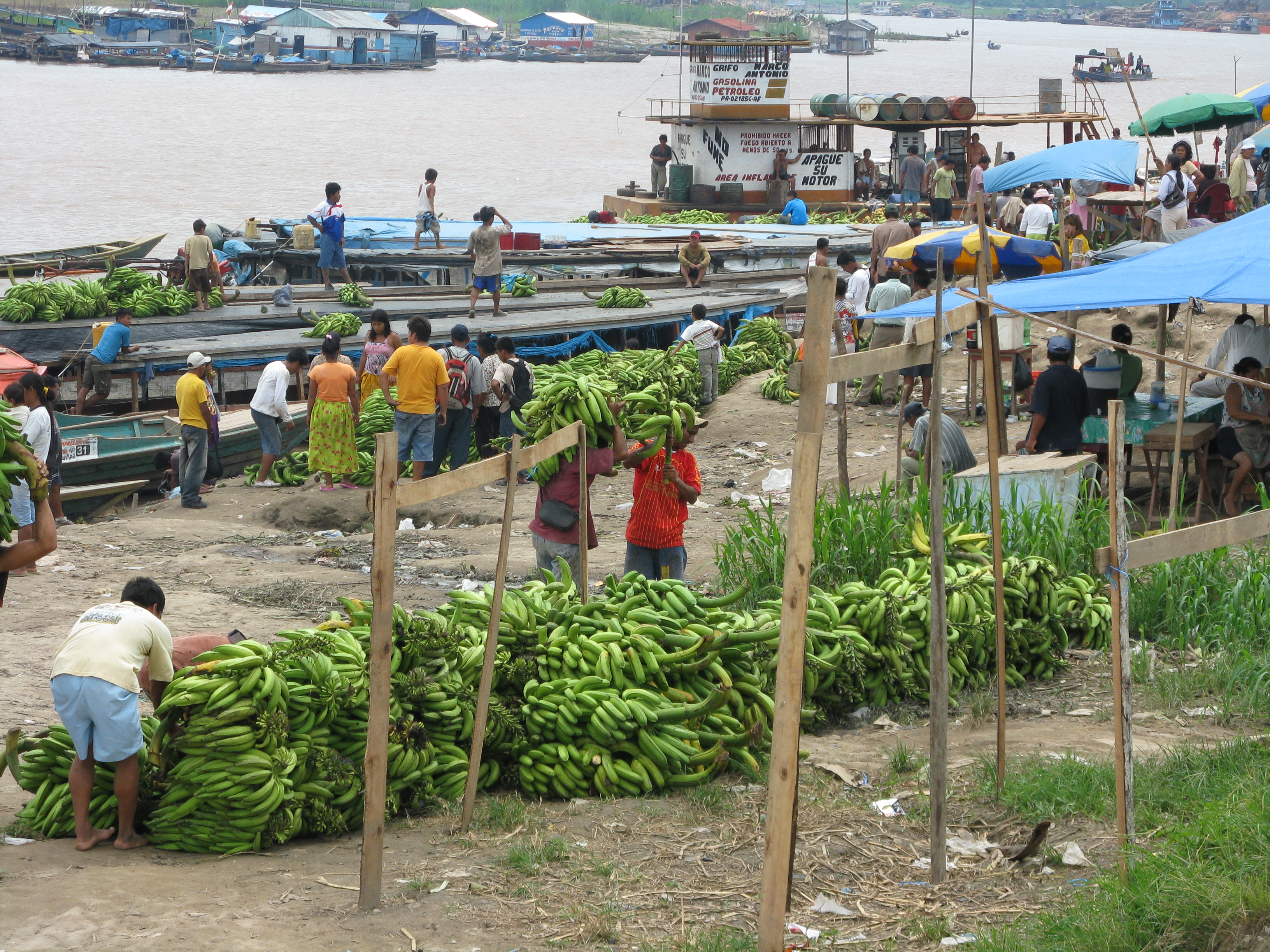